# Nikarawa
Nikarawa oder Nikaruha ist eine luwische Gottheit, die aus hieroglyphenluwischen Inschriften aus neo-hethitischer Zeit bekannt ist.
Die erste Inschrift, die Nikarawa oder vielmehr die Hunde von Nikarawa erwähnt, ist die Inschrift KARKAMIŠ A6 des Regenten Yariri aus Karkemiš. Die Hunde von Nikarawa finden in der Fluchformel am Ende der Inschrift Erwähnung:

„Wenn dieser Sitz an einen König weitergegeben werden sollte, der ihn als eine Schreiboberfläche nehmen sollte, ob er entweder einen Stein von diesen Steinen wegnehmen sollte, oder ob er eine Stele für eine Stele wegnehmen sollte, oder wer meinen Namen auslöschen sollte, oder wer von diesen Kindern oder diesen Eunuchen wegnehmen sollte, mögen die Hunde von Nikarawa seinen Kopf aufessen!“

Die zweite Inschrift, die Nikarawa unter der Namensform Nikaruha erwähnt, ist die Felsinschrift von Bulgarmaden. Diese Inschrift wurde vom Herrscher Tarhunazi verfasst, der seinerseits unter der Oberherrschaft von Warpalawa II. von Tuwana stand. Auch hier findet Nikarawa bzw. Nikaruha in der die Inschrift abschließenden Fluchformel Erwähnung:

„Aber wer diese Aufzeichnung zerschlagen sollte, mögen der Wettergott und die Götter diese Person zerstören, mag der Mondgott ihn zerschlagen, mag Nikaruha ihn aufessen, mag Kubaba ihn ...!“

Eine Inschrift aus Kayseri könnte ebenfalls diese Gottheit nennen, wo »Marwawanisa Nika[…]« genannt wird. Somit könnte sie zu den Marwainzi-Gottheiten gehören.

## Gleichsetzung mit Ninkarrak
Nikarawa ist nach I.J. Gelb möglicherweise identisch mit der mesopotamischen Heilgöttin Ninkarrak. Darauf lassen einerseits lautliche Ähnlichkeiten schließen, die auf der Umwandlung des sumerischen Namens Ninkarrak in den luwischen Namen Nikarawa bzw. Nikaruha basieren können. Hinzu kommt, dass auch die Göttin Ninkarrak Hunde besitzt, die in einem Keilschrifttext folgendermaßen beschrieben werden:

„O [Nin]karrak, halte deine jungen Hunde fest, setze einen Maulkorb auf die Kiefer deiner mächtigen Hunde.“

Außerdem ist der Hund sowohl das Symboltier der Göttin Ninkarrak als auch anderer mesopotamischer Heilgöttinnen, wie Nin-Isina und Gula, die mit der Ninkarrak in Mesopotamien häufig gleichgesetzt wurden.